# Суперкомп'ютери в Японії

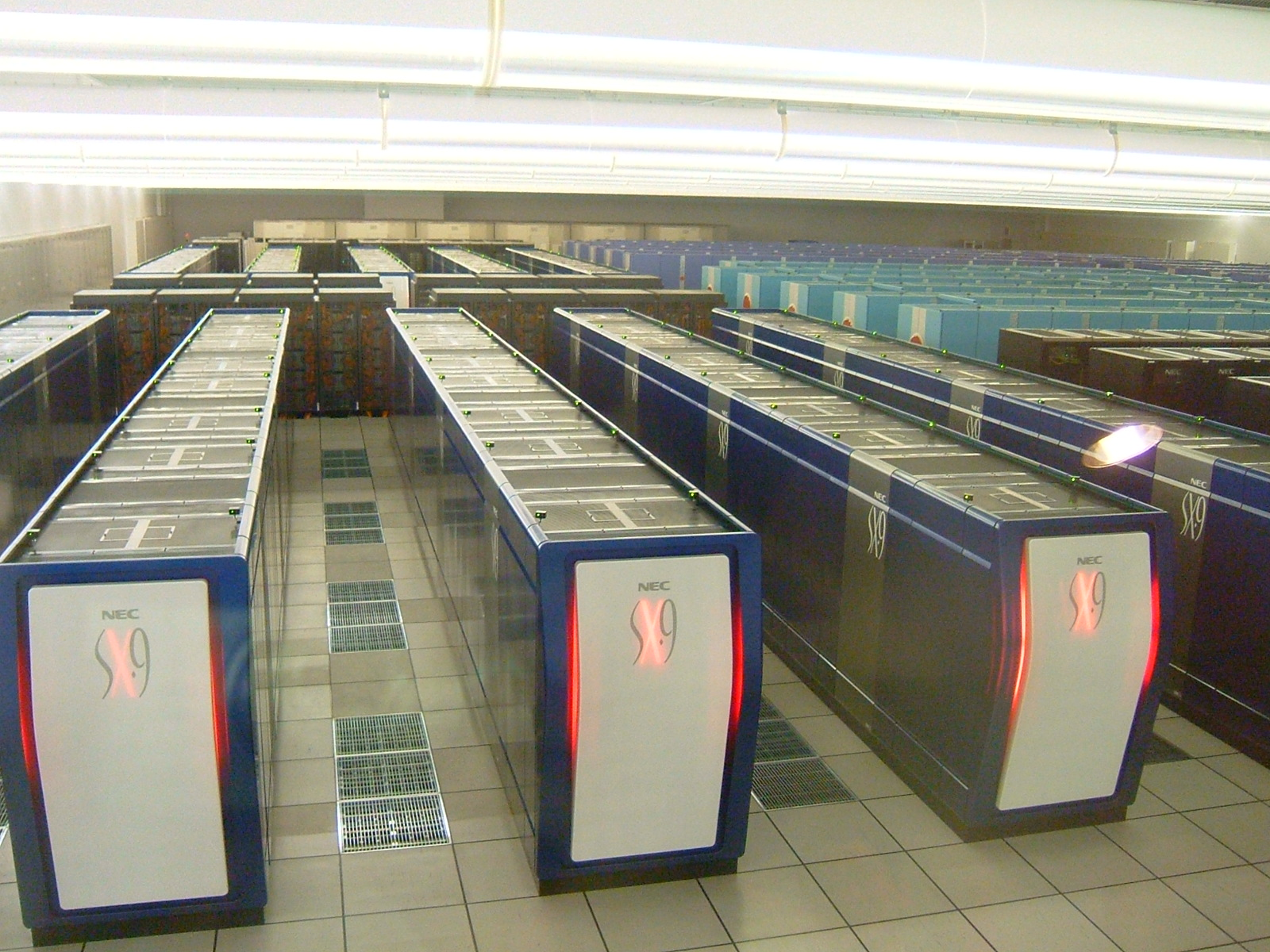
Симулятор Землі в Йокогамі був найшвидшим у світі суперкомп’ютером 2004 року, але через 7 років комп’ютер K в Кобе став більш ніж у 60 разів швидшим.

Японія керує кількома суперкомп’ютерними центрами, які досягли світових рекордів швидкості, причому комп’ютер K був найшвидшим у світі від червня 2011 року до червня 2012 року, а Fugaku утримував лідерство від червня 2020 року до червня 2022 року.
За словами професора Джека Донгарри, який підтримує список ТОП500 суперкомп’ютерів, продуктивність комп’ютера K вражала, і він перевершив своїх 5 найближчих конкурентів разом. Експлуатація комп’ютера K коштує 10 млн доларів США на рік.

## Попередні рекорди
Входження Японії в суперкомп'ютерні обчислення почалося на початку 1980-их років. 1982 року комп’ютерна графічна система LINKS-1 Осакського університету використовувала архітектуру масової паралельної обробки з 514 мікропроцесорами, з яких 257 керувальних процесорів Zilog Z8001 і 257 iAPX 86/20 (поєднання 8086 з математичним співпроцесором 8087) процесорами для обчислень із рухомою комою. Його переважно використовували для відтворення реалістичної тривимірної комп'ютерної графіки. Розробники заявляли, що станом на 1984 рік він був найпотужнішим комп’ютером у світі.
1989 року корпорація NEC повідомила про розроблення сімейства суперкомп'ютерів SX-3. 1990 року SX-3/44R став найшвидшим суперкомп'ютером у світі. Суперкомп'ютер Fujitsu Numerical Wind Tunnel посів перше місце 1993 року. За винятком перемоги Sandia National Laboratories у червні 1994 року, японські суперкомп’ютери продовжували очолювати список TOP500 аж до 1997 року.
Комп’ютер K посів перше місце через сім років після того, як Японія завоювала титул 2004 року. Суперкомп’ютер Earth Simulator, який NEC створила в Японському агентстві морських наук і технологій (JAMSTEC), був на той час найшвидшим у світі. Він мав 5120 процесорів NEC SX-6i, що мали продуктивність 28 293 540 MIPS (мільйонів інструкцій на секунду). Він також мав максимальну продуктивність 131 Тфлопс (131 трильйон операцій з рухомою комою на секунду), з використанням власних мікросхем векторної обробки.
Комп’ютер K використовував понад 60 000 комерційних скалярних процесорів SPARC64 VIIIfx, розміщених у понад 600 шафах. Той факт, що комп’ютер K був більш ніж у 60 разів швидший за Earth Simulator, і що Earth Simulator став 68-ю системою у світі через 7 років після того, як утримував перше місце, демонструє як швидке зростання найвищої продуктивності в Японії, так і широке зростання суперкомп’ютерних технологій у всьому світі.

## Суперкомп'ютерні центри
| Найвища швидкість (Тфлопс) | Країна          | Число комп'ютерів у ТОП500 |
| -------------------------- | --------------- | -------------------------- |
| 22998                      | Нідерланди      | 31                         |
| 17590                      | США             | 25                         |
| 33860                      | КНР             | 61                         |
| 8162                       | Японія          | 26                         |
| 1050                       | Франція         | 25                         |
| 826                        | Німеччина       | 30                         |
| 350                        | Росія           | 12                         |
| 275                        | Велика Британія | 27                         |

У центрі GSIC Токійського технологічного інституту розміщено суперкомп’ютер Tsubame 2.0, який має максимальну продуктивність 2288 Тфлопс і в червні 2011 року посідав 5 місце у світі. Розроблений у Токійському технологічному інституті у співпраці з NEC і HP, він має 1400 вузлів із використанням процесорів HP Proliant і NVIDIA Tesla.
RIKEN MDGRAPE-3 для молекулярно-динамічного моделювання білків — це суперкомп’ютер петамасштабу спеціального призначення в Advanced Center for Computing and Communication, RIKEN у Вако (Сайтама), недалеко від Токіо. Він використовує понад 4800 власних мікросхем MDGRAPE-3, а також процесори Intel Xeon. Однак, враховуючи те, що це комп’ютер спеціального призначення, він не може з’явитися в списку TOP500, який потребує порівняльного аналізу Linpack.
Наступною важливою системою є суперкомп’ютер Fujitsu PRIMERGY BX900 Японського агентства з атомної енергії. Він значно повільніший, досяг 200 Тфлопс і посів 38 місце у світі 2011 року.
Історично астрофізична система Gravity Pipe (GRAPE) для Токійського університету, яка 1999 року отримала премію Гордона Белла, вирізнялася не максимальною швидкістю 64 Тфлопс, а своєю вартістю та енергоефективністю, приблизно в 7 доларів за мегафлопс, та використанням процесорів спеціального призначення.
DEGIMA — це дорогий та енергоефективний комп’ютерний кластер у Нагасакському центрі передових обчислень Університету Нагасакі, який використовують для ієрархічного моделювання задачі N тіл. Його максимальна продуктивність 111 Тфлопс з енергоефективністю 1376 Мфлопс/ват. Загальна вартість обладнання склала приблизно 500 000 доларів США.
Центр обчислювального моделювання, Міжнародний дослідницький центр термоядерної енергії ширшого підходу[прояснити] ITER/Японське агентство з атомної енергії використовує суперкомп'ютер з 1,52 Пфлопс (зараз працює на 442 Тфлопс) у Роккасьо (Аоморі). Система під назвою Helios (японською Roku-chan) складається з 4410 обчислювальних блейдів Groupe Bull bullx B510 і використовується для проєктів моделювання термоядерного синтезу.
Центр інформаційних технологій Токійського університету в Касіва (Тіба), почав працювати з Oakleaf-FX у квітні 2012 року. Цей суперкомп’ютер Fujitsu PRIMEHPC FX10 (комерційна версія комп’ютера K), має 4800 обчислювальних вузлів із максимальною продуктивністю 1,13 Пфлопс. Кожен із обчислювальних вузлів має процесор SPARC64 IXfx і з’єднаний з іншими вузлами через шестивимірну мережу/тор.
У червні 2012 року Відділ числового прогнозування Департаменту прогнозів Японського метеорологічного агентства розгорнув у Офісі операцій комп’ютерних систем і Метеорологічному супутниковому центрі в Кійосе (Токіо)  суперкомп’ютер на 847 Тфлопс Hitachi SR16000/M1, який базується на IBM Power 775. Система складається з двох SR16000/M1, кожен з яких є кластером із 432 логічних вузлів. Кожен вузол складається з чотирьох процесорів IBM POWER7 (3.83 Ггц) і 128 Гб пам'яті. Система використовується для погодинного моделювання з високою роздільною здатністю (2 км по горизонталі та 60 шарів по вертикалі, до 9-годинного прогнозу) і прогнозування місцевої погоди.

## Ґрід-обчислення
Починаючи від 2003 року, Японія в проєкті Національної дослідницької ґрід-ініціативи (NAREGI), орієнтованої на розробку високопродуктивних, масштабованих ґрід-систем у дуже високошвидкісних мережах як майбутньої обчислювальної інфраструктури для наукових та інженерних досліджень, використовувала ґрід-обчислення.